# Kees Visscher
Kornelis Hendrik (Kees) Visscher (Kropswolde, 8 februari 1930 – Veendam, 20 april 2007) was een Nederlands schrijver en verhalenverteller.

## Loopbaan
Visscher groeide op in Hoogezand en verhuisde in 1970 naar Veendam. Hij was tot zijn pensionering hoofd Sales Promotion bij aardappelmeelconcern AVEBE.
Hij begon zijn schrijverschap in het Nederlands, maar schakelde al snel over op het Gronings. Zijn verhalen zijn onder meer verschenen in de Groningse tijdschriften Toal en Taiken en Krödde en in het Oost-Friese blad Diesel, alsmede in de Winschoter Courant en het Nieuwsblad van het Noorden. Ook heeft hij onder de titel "Zo dag en deur" veel eigen verhalen voorgelezen voor Radio Noord. Met zijn humoristische voordrachten trok hij talloze malen de provincie in. Naast dit lichtvoetige werk, niet zelden met een ernstige ondertoon, heeft hij literaire verhalen geschreven. Zijn autobiografische herinneringen aan de Tweede Wereldoorlog, beleefd in Hoogezand, vormen daarbij regelmatig een bron van inspiratie, bijvoorbeeld in de uitgaven "Appels in t paark" en "Martha".
Als redacteur van Toal en Taiken schreef hij eigen verhalen, recenseerde hij nieuwe boeken en selecteerde en beoordeelde hij werk van (aankomende) schrijvers in het Gronings.
Voor zijn boek "Appels in t paark" ontving hij in 1986 de Literaire Pries van de Stichting 't Grunneger Bouk. In 1997 verleende de Duitse stad Leer hem de vierjaarlijkse Wilhelmine-Siefkes-Prijs. In 2006 werd hem de Wessel Gansfortprijs toegekend, de tweejaarlijkse culturele prijs van de Provincie Groningen.
Hoewel op eigen titel bekend in en om Groningen is hij ook bekend als vader van cabaretier Bert Visscher en (in mindere mate) als vader van columnist en journalist Jos Visscher.
Visscher overleed op 77-jarige leeftijd in zijn woonplaats Veendam.
- Digitale Bibliotheek voor de Nederlandse Letteren: viss007
- Gemeinsame Normdatei: 173809766
- International Standard Name Identifier: 0000 0003 8308 2613
- Library of Congress Control Number: no2006116282
- Nederlandse Thesaurus van Auteursnamen: 07431713X
- Virtual International Authority File: 267637321
- WorldCat: E39PBJtH6XjYFxXRwQCQy87yh3